# Katogi Strofilia
Katogi Strofilia (griechisch Κατώγι Στροφιλιά) ist ein griechisches Unternehmen, das vornehmlich Wein, aber auch Tresterbrand und Essig produziert. Es entstand aus der Fusion der ehemals unabhängigen Weingüter Katogi-Averoff und Strofilia aus Metsovo. Anlagen der Firma befinden sich bei den Anbauflächen in Metsovo und Anavyssos (Attika) sowie auf dem Peloponnes in Nemea, weitere Anbaugebiete der über 110 ha umfassenden Flächen befinden sich in Makedonien. Der trockene Rotwein Katogi Averoff gilt als der bekannteste Wein des Epirus. Neben den Produktlinien Katogi und Strofilia erzeugt das Unternehmen drei Qualitätsweine (OPAP, Ονομασία προελευσέως ανώτερας ποιοτήτας) der Appellationen Nemea, Patras und Naousa. Die Weine werden nach Italien, Japan, Mitteleuropa und Nordamerika exportiert.

## Geschichte

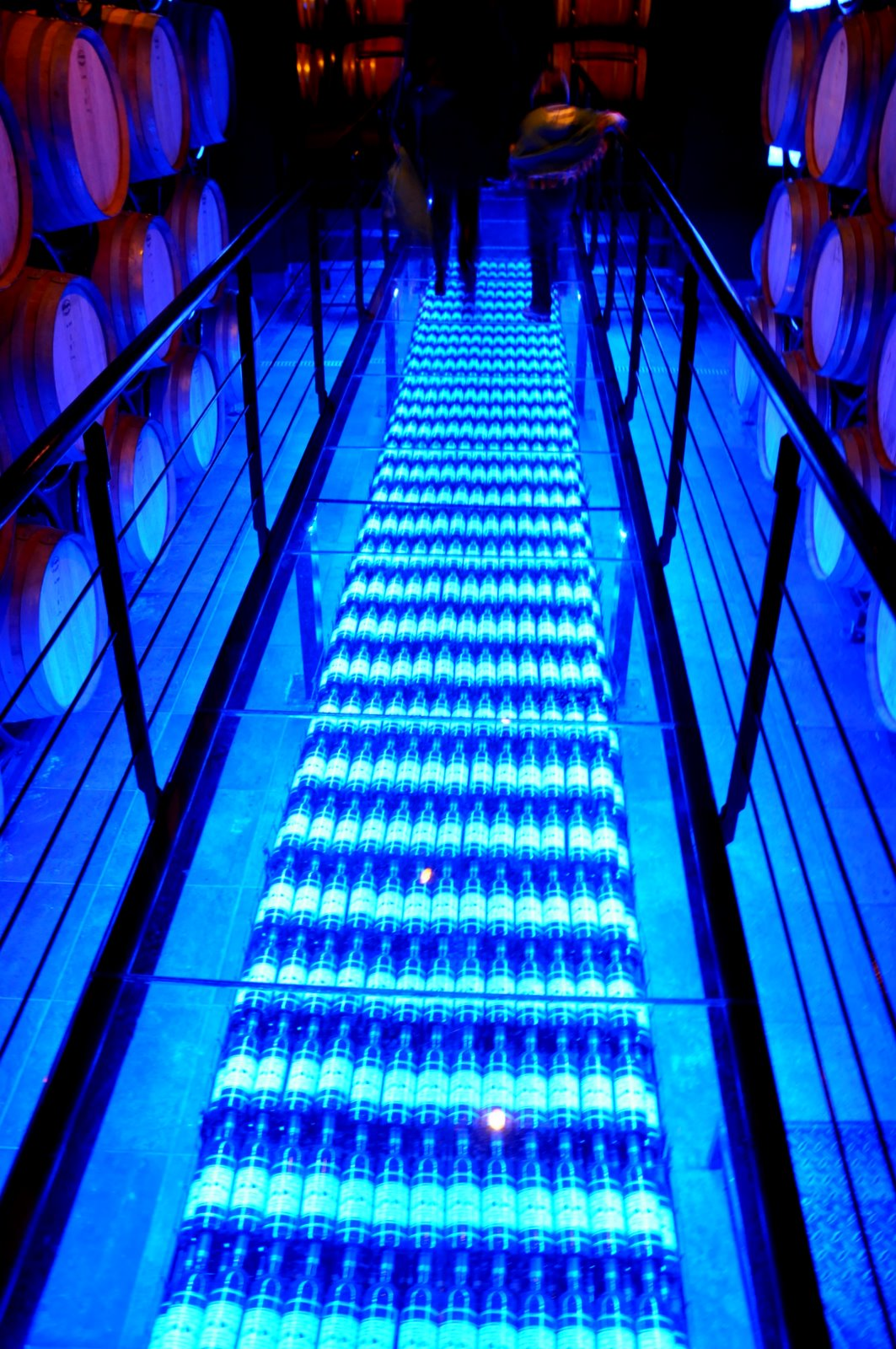
Im Weinkeller

Evangelos Averoff erzeugte in den 1960er Jahren auf seinem Weingut Katogi einen Wein aus Cabernet-Sauvignon- und Agiorgitiko-Reben, den er Katogi-Averoff nannte und in Flaschen abfüllte. Zum ersten Mal war es damit gelungen, ein Cuvée zu gewinnen, das sich aus einer ausländischen und einer autochthonen griechischen Rebsorte zusammensetzte. Diese Aktivitäten waren sehr beschränkt, da Averoff als Minister (1956 bis 1963 Außenminister und 1974 bis 1981 Verteidigungsminister) kaum Zeit für das Weingut aufbringen konnte. Das Weingut war viele Jahre als Non-Profit-Organisation tätig.
Das Weingut Strofilia wurde 1930 gegründet. 1981 erwarb die Familie Maltezos den Betrieb und pflanzte auf die Rebsorten Savatiano, Ugni Blanc und Cabernet um. 1985 wurde Strofilia mit einem Wein aus den autochthonen Savatiano- und Roditis-Reben bekannt. In den 1990er Jahren wurde ein zweites Weingut in Nemea eröffnet, einer Weinbauregion auf dem Peloponnes.
Im Jahr 2001 fusionierten die beiden Weingüter aus Metsovo, Katogi-Averoff S.A. und Strofilia zur Katogi-Strofilia. Beide Namen bleiben als Produktbezeichnungen erhalten. Weitere Aktivitäten des Unternehmens umfassen die Averoff Art Gallery sowie das 2008 eröffnete Katogi Averoff Hotel.